# Larpelites annulicornis
Larpelites annulicornis är en stekelart som först beskrevs av Gyöö Viktor Szépligeti 1908.  Larpelites annulicornis ingår i släktet Larpelites och familjen brokparasitsteklar. Inga underarter finns listade i Catalogue of Life.